# Juventus (Belize)
Lo Juventus, denominato in precedenza come Juventus Football Club e prima come Sugar Boys Juventus, è una società calcistica del Belize. Fondato nel 1978, ha sede a Orange Walk Town e milita nel Belize Premier Football League (BPFL), massima categoria del campionato del Belize.
Attualmente lo Juventus Football Club è il maggior detentore di titoli nel campionato. Disputa le partite casalinghe nel Orange Walk People's Stadium. I colori sociali sono il bianco e il nero ispirati nell'omonima società sportiva italiana.

## Cronistoria
| Cronistoria della Juventus Football Club (Belize) |
| --- |
| - 1978: Nascita della società con il nome Juventus Football Club. - 1978-1995 ? - 1995-1996: Campione del Belize (1º Titolo) - 1996-1997: Campione del Belize (2º Titolo) - 1997-1998: Campione del Belize (3º Titolo) - 1998-1999: Campione del Belize (4º Titolo) - 1999-2004: ? - 2005: Campione del Belize (5º Titolo) - 2005-2011: ? - 2012: 5° nella North Zone - 2012-2013: 5° nella Zona A della stagione d'apertura - 2013-2015 ? |

## Rosa attuale
| N. |                   | Ruolo | Calciatore       |
| -- | ----------------- | ----- | ---------------- |
| 1  | Belize (bandiera) | P     | Howard West      |
| 2  | Belize (bandiera) | D     | Rudolpho Perez   |
| 3  | Belize (bandiera) | C     | Josamir Grahales |
| 4  | Belize (bandiera) | C     | Dean Flowers     |
| 5  | Belize (bandiera) | D     | Roduel Dominguez |
| 6  | Belize (bandiera) | C     | Edwin Gillett    |
| 7  | Belize (bandiera) | C     | Erwin Pott       |
| 8  | Belize (bandiera) | A     | Brian Chan       |
| 9  | Belize (bandiera) | A     | Oliver Hendricks |
| 10 | Belize (bandiera) | A     | Osmar Duran      |
| 11 | Belize (bandiera) | C     | Orvin Wade       |
| 12 | Belize (bandiera) | D     | Aaron Allen      |
| 13 | Belize (bandiera) | C     | Steven Audinett  |

| N. |                   | Ruolo | Calciatore        |
| -- | ----------------- | ----- | ----------------- |
| 14 | Belize (bandiera) | A     | Ernell Pott       |
| 15 | Belize (bandiera) | D     | Andrew Allen      |
| 16 | Belize (bandiera) | A     | Michael Whittaker |
| 17 | Belize (bandiera) | D     | Enrique Castillo  |
| 18 | Belize (bandiera) | P     | Colville Richards |
| 19 | Belize (bandiera) | D     | Isaac Gillett     |
| 20 | Belize (bandiera) | C     | Freddy Tun        |
| 21 | Belize (bandiera) | D     | Dennis Peralta    |
| 22 | Belize (bandiera) | C     | Adair Duran       |
| 23 | Belize (bandiera) | A     | Clifton West      |
| 25 | Belize (bandiera) | C     | Ritchel Dominguez |
| 40 | Belize (bandiera) | P     | Jeffery Waight    |

## Palmarès
- Belize Premier Football League: 5

1995-1996, 1996-1997, 1997-1998, 1998-1999, 2005